# Ferdinand Kämmerer
Ferdinand Kämmerer (* 9. Februar 1784 in Güstrow; † 14. November 1841 in Rostock) war ein Jurist und Rechtsgelehrter an der Universität Rostock.

## Leben
Ferdinand Kämmerer, dessen Familie aus Stendal in der Altmark stammte, wurde als Sohn des Juristen und Senators Johann Georg Kämmerer (1747–1831) und dessen Frau Christina Sophia, Tochter des Ratssyndikus und Güstrower Bürgermeisters Carl (VII.) Sibeth geboren.
Kämmerer besuchte die Güstrower Domschule, dann das Pädagogium in Halle und das Lyceum in Gotha und studierte dann in Leipzig und Göttingen anfangs Philologie und später die Rechtswissenschaften. 1807 wurde er in Heidelberg promoviert und begann dort Vorlesungen zu halten. Ab 1813 nahm er im Freiwilligen Jägerkorps an den Befreiungskriegen teil.
Im Jahre 1816 wurde er als ordentlicher Professor nach Rostock berufen und hatte im Laufe seiner universitären Laufbahn eine Reihe akademischer Ämter inne. Er war Mitglied der Philomatischen Gesellschaft zu Rostock und des Vereins für mecklenburgische Geschichte und Altertumskunde (Schwerin). 1840 wurde ihm der Titel Geheimer Hofrat verliehen.
Kämmerer galt als ausgesprochener Literaturkenner und hatte eine sehr umfangreiche Bibliothek zusammengetragen, die er der Universitätsbibliothek Rostock vermachte, wo sie bis heute erhalten ist.
Er starb in Rostock, wurde jedoch in seiner Vaterstadt Güstrow beigesetzt.

## Werke (Auswahl)
- Beiträge zur Geschichte und Theorie des römischen Rechts, Güstrow 1816
- Beyträge zur Kenntniß des Mecklenburgischen Rechts, Rostock 1820
- Das Rechtsmittel der Revision im Criminal-Proceß, Rostock 1833